# Члуховський повіт
Члуховський повіт (пол. powiat człuchowski) — один з 16 земських повітів Поморського воєводства Польщі.
Утворений 1 січня 1999 року в результаті адміністративної реформи.

## Загальні дані
Повіт знаходиться у південно-західній частині воєводства.
Адміністративний центр — місто Члухув.
Станом на 1.01.2008 населення становить 56 816 осіб, площа 1575,27 км².
На терени повіту були депортовані 5175 українців з українських етнічних територій у 1947 році (т. з. акція «Вісла»).

## Демографія
Демографічні дані повіту станом на 30.06.2005:
|       | Всього | Всього | Жінки  | Жінки | Чоловіки | Чоловіки |
| ----- | ------ | ------ | ------ | ----- | -------- | -------- |
|       | осіб   | %      | осіб   | %     | осіб     | %        |
| Повіт | 56 789 | 100    | 28 969 | 51    | 27 820   | 49       |
| Міста | 25 906 | 100    | 13 492 | 52,1  | 12 414   | 47,9     |
| Села  | 30 883 | 100    | 15 477 | 50,1  | 15 406   | 49,9     |